# Cod ATC J06
Codul ATC J06 Ser și imunoglobuline este o parte a sistemului de clasificare anatomică, terapeutică și chimică a medicamentelor, un sistem dezvoltat de către Organizația Mondială a Sănătății (OMS) pentru clasificarea medicamentelor și a altor produse medicinale. Subgrupul J06 este o parte a grupului J Antiinfecțioase de uz sistemic.

## J06ASer

### J06AA Ser
J06AA01 Antitoxina difterică
J06AA02 Antitoxina tetanică
J06AA03 Antiser cu venin de șarpe
J06AA04 Antitoxina botulinică
J06AA05 Ser anti-gangrenă gazoasă
J06AA06 Ser antirabic

## J06B Imunoglobuline

### J06BA Imunoglobuline, umane normale
J06BA01 Imunoglobuline, umane normale, pentru administrare extravasculară
J06BA02 Imunoglobuline, umane normale, pentru administrare intravasculară

### J06BB Imunoglobuline specifice
J06BB01 Imunoglobulina anti-D (rh)
J06BB02 Imunoglobulina pentru tetanos
J06BB03 Imunoglobulina pentru varicelă/zoster
J06BB04 Imunoglobulina pentru hepatită B
J06BB05 Imunoglobulina pentru rabie
J06BB06 Imunoglobulina pentru rubeolă
J06BB07 Imunoglobulina pentru Vaccinia
J06BB08 Imunoglobulina pentru Staphylococcus
J06BB09 Imunoglobulina pentru Cytomegalovirus
J06BB10 Imunoglobulina pentru difterie
J06BB11 Imunoglobulina pentru hepatită A
J06BB12 Imunoglobulina pentru encefalita de căpușă
J06BB13 Imunoglobulina pentru tuse convulsivă
J06BB14 Imunoglobulina pentru Morbilli
J06BB15 Imunoglobulina pentru parotidită
J06BB16 Palivizumab
J06BB17 Motavizumab
J06BB18 Raxibacumab
J06BB19 Imunoglobulina pentru antrax
J06BB21 Bezlotoxumab
J06BB22 Obiltoxaximab
J06BB30 Combinații

### J06BC Alte imunoglobuline
J06BC01 Nebacumab